# Agabus ramblae
Agabus ramblae är en skalbaggsart som beskrevs av Aníbal Roberto Millán och Ignacio Ribera 2001. Agabus ramblae ingår i släktet Agabus och familjen dykare. Inga underarter finns listade i Catalogue of Life.